# Danza di guerra
Danza di guerra è l'EP di esordio dell'hardcore punk band italiana Rappresaglia.

## Tracce
1. Danza di guerra
2. Distruggi le illusioni
3. 1984
4. Lacrime di rabbia